# Arthur Ryerson
Arthur Larned Ryerson (12 de enero de 1851, Chicago, Illinois, Estados Unidos - 15 de abril de 1912 en el Atlántico Norte durante el hundimiento del Titanic) fue un abogado estadounidense, empresario, magnate del acero y presidente de la empresa del acero Joseph T. Ryerson & Sons, Inc., fundada por su padre. 

## Vida
Ryerson provenía de una familia prominente y adinerada de Chicago. Fue el segundo de los cinco hijos de Joseph Turner Ryerson (1813-1883) y su esposa Ellen Griffin Larned (1822-1881). Su hermano mayor Charles Larned Ryerson murió en la infancia. Sus hermanos menores eran Edward Larned, Eleanor y Josephine. Era primo de George Ryerson y también estaba emparentado con el político y reformador educativo canadiense Egerton Ryerson. Su padre Joseph fundó la empresa de construcción de acero Joseph T. Ryerson & Sons, Inc. en Chicago en 1842, que continuó expandiéndose en las décadas siguientes. A principios del siglo XX, la empresa abastecía en Estados Unidos a la industria ferroviaria, a los contratistas de la construcción y a los fabricantes de diversos productos de hierro y metal. 
Arthur Ryerson estudió Derecho en la Universidad de Yale y se graduó en 1871. Se convirtió en socio del bufete de abogados de Chicago Isham, Lincoln & Beale, fundado en 1872 por Edward Swift Isham y Robert Todd Lincoln. En adelante, la empresa se denominó Isham, Lincoln & Ryerson. Más tarde se convirtió en presidente de la empresa de su padre y fue responsable de su desarrollo posterior. El 31 de enero de 1889 se casó en Filadelfia con Emily Maria Borie (1863-1939), que tenía raíces paternas francesas. La pareja tuvo cinco hijos: Susan Parker "Suzette" (1890-1921), Arthur Larned, Jr. (1891-1912), Emily Borie (1893-1960), Ellen Ashfordbye (1895-1973) y John Borie (1898-1986). La familia vivía en Haverford, un barrio de Filadelfia. 
Arthur Ryerson estaba en Europa con su esposa e hijos, Suzette, Emily y John, cuando recibió la noticia de que su hijo mayor, Arthur, estudiante en Yale, había muerto en un accidente automovilístico en Bryn Mawr en abril de 1912. Dos días después, la familia, acompañada por la doncella de Emily Ryerson, Victorine Chaudanson, y la institutriz de John Ryerson, Grace Bowen, abordaron el RMS Titanic como pasajeros en Cherburgo para regresar a Estados Unidos. El grupo ocupó siete camarotes B-57, B-63 y B-66. Después de que el Titanic chocara con el iceberg poco antes de la medianoche, Ryerson llevó a su familia hasta el bote salvavidas nº 4, donde las familias de John Jacob Astor, George Widener y John B. Thayer también esperaban ser embarcadas. 
Se permitió abordar a las mujeres del grupo. Cuando el hijo de Ryerson, John, intentó subir a bordo, fue duramente rechazado por el segundo oficial Charles Lightoller. Ryerson dio un paso adelante e insistió en que su hijo las acompañara diciendo: “¡Por supuesto que va con su madre, solo tiene 13 años!". Lightoller lo dejó subir, pero murmuró sombríamente "No más chicos". Arthur Ryerson se quedó atrás y murió en el hundimiento. Su cuerpo nunca fue encontrado o si lo fue, no se lo identificó. Su viuda Emily Ryerson se casó en 1927 con William Forsythe Sherfesee (1882-1965), empleado casi 20 años más joven del Servicio Forestal de los Estados Unidos. Murió en Montevideo, Uruguay en 1939 y está enterrada en Cooperstown, Nueva York.